# Association Sportive Nancy-Lorraine 2014-2015
Questa voce raccoglie le informazioni riguardanti lo  Association Sportive Nancy-Lorraine  nelle competizioni ufficiali della stagione 2014-2015.

## Rosa
| N. |                           | Ruolo | Calciatore          |
| -- | ------------------------- | ----- | ------------------- |
| 1  | Francia (bandiera)        | P     | Quentin Beunardeau  |
| 2  | Francia (bandiera)        | D     | Clément Lenglet     |
| 3  | RD del Congo (bandiera)   | D     | Joël Sami           |
| 6  | Uruguay (bandiera)        | C     | Jonathan Iglesias   |
| 7  | Costa d'Avorio (bandiera) | C     | Lossémy Karaboué    |
| 8  | Francia (bandiera)        | C     | Rémi Walter         |
| 9  | Francia (bandiera)        | A     | Maurice Dalé        |
| 10 | Francia (bandiera)        | C     | Arnaud Lusamba      |
| 11 | Francia (bandiera)        | D     | Fabrice Ehret       |
| 12 | Francia (bandiera)        | A     | Jean-Michel Joachim |
| 13 | Francia (bandiera)        | C     | Julien Cétout       |
| 14 | Francia (bandiera)        | D     | Joffrey Cuffaut     |
| 15 | Marocco (bandiera)        | A     | Youssouf Hadji      |
| 16 | Camerun (bandiera)        | P     | Guy Ndy Assembé     |

| N. |                    | Ruolo | Calciatore             |
| -- | ------------------ | ----- | ---------------------- |
| 17 | Francia (bandiera) | A     | Florent Zitte          |
| 18 | Senegal (bandiera) | D     | Modou Diagne           |
| 19 | Mali (bandiera)    | A     | Mana Dembélé           |
| 20 | Francia (bandiera) | D     | Ibrahim Amadou         |
| 21 | Francia (bandiera) | D     | Tobias Badila          |
| 22 | Francia (bandiera) | C     | Karim Coulibaly        |
| 23 | Camerun (bandiera) | A     | Jean-Landry Bassilekin |
| 24 | Francia (bandiera) | A     | Romain Bauchet         |
| 25 | Francia (bandiera) | C     | Salim Baghdad          |
| 26 | Francia (bandiera) | D     | Vincent Muratori       |
| 27 | Francia (bandiera) | C     | Alexis Busin           |
| 28 | Francia (bandiera) | C     | Cyril Dreyer           |
| 29 | Francia (bandiera) | C     | Romain Grange          |
| 30 | Francia (bandiera) | P     | Paul Nardi             |